# بايفيو (ويسكونسن)
بايفيو (بالإنجليزية: Bayview, Wisconsin)‏ هي بلدة تقع بولاية ويسكونسن في الولايات المتحدة. تبلغ مساحتها 145.3 (كم²)، وترتفع عن سطح البحر 256 م، بلغ عدد سكانها 491 نسمة في عام 2000 حسب إحصاء مكتب تعداد الولايات المتحدة وتصل الكثافة السكانية فيها 4.6 نسمة/كم2.

## وصلات خارجية
- http://www.townofbayview.org
- The US50 - Cities and Towns in Wisconsin State
- Wisconsin Cities and Towns, Facts, Map, Flag, Colleges, Government, and More